# 2024–2025-ös francia női labdarúgó-bajnokság (első osztály)
A 2024–2025-ös francia női labdarúgó-bajnokság első osztályának (hivatalos nevén: Division 1 Féminine) 51. szezonja. 
A Francia labdarúgó-szövetség 2023. április 13-án bejelentette, hogy a bajnokság kimenetelét az alapszakasz után a legjobb négy csapat egymérkőzéses rájátszásban dönti el. A kieséses alapon megrendezendő küzdelmek végén a döntő győztese érdemli ki a bajnoki címet és a második, valamint a harmadik helyen végző együttesekkel indulhat Bajnokok Ligájában.

## A bajnokság csapatai

### Csapatváltozások
| Feljutott az első osztályba | Kiesett a másodosztályba |
| --------------------------- | ------------------------ |
| Strasbourg Nantes           | Lille Bordeaux           |

### Csapatok adatai
| Klub                | Település      | Stadion                    | Férőhely | Vezetőedző          | 2023–24-es helyezés |
| ------------------- | -------------- | -------------------------- | -------- | ------------------- | ------------------- |
| Dijon FCO           | Dijon          | Stade des Poussots         | 498      | Sébastien Joseph    | 8.                  |
| Fleury 91           | Fleury-Mérogis | Stade Walter-Felder        | 1 000    | Frédéric Biancalani | 5.                  |
| EA Guingamp         | Saint-Brieuc   | Stade Centre Formation EAG | 1 960    | Jérôme Bonnet       | 10.                 |
| Le Havre AC         | Le Havre       | Stade Océane               | 25 000   | Maxime Di Liberto   | 9.                  |
| Olympique Lyon      | Lyon           | Stade Gérard Houllier      | 1 524    | Joe Montemurro      | 1.                  |
| Montpellier HSC     | Montpellier    | Stade Bernard-Gasset       | 1 280    | Yannick Chandioux   | 6.                  |
| FC Nantes           | Nantes         | Stade Marcel-Saupin        | 1 880    | Nicolas Chabot      | 2. D2-A             |
| Paris FC            | Bondoufle      | Stade Robert-Bobin         | 18 845   | Sandrine Soubeyrand | 3.                  |
| Paris Saint-Germain | Párizs         | Stade Georges-Lefèvre      | 2 164    | Fabrice Abriel      | 2.                  |
| Stade de Reims      | Reims          | Stade Louis Blériot        | 500      | Mathieu Rufié       | 4.                  |
| AS Saint-Étienne    | Saint-Étienne  | Stade Salif-Keïta          | 1 000    | Marc-Antoine Brihat | 7.                  |
| RC Strasbourg       | Strasbourg     | Stade Jean Nicolas Muller  | 1 000    | Vincent Nogueira    | 1. D2-A             |

### Vezetőedző váltások
| Csapat           | Távozó edző    | Ok         | Dátum            | Poz. | Érkező edző         | Dátum            |
| ---------------- | -------------- | ---------- | ---------------- | ---- | ------------------- | ---------------- |
| AS Saint-Étienne | Laurent Mortel | elbocsátás | 2025. január 29. | 8.   | Marc-Antoine Brihat | 2025. január 29. |

## Tabella
| Hely. | Csapat                  | M  | Gy | D | V  | G+ | G– | Gk  | P  | Megjegyzés |
| ----- | ----------------------- | -- | -- | - | -- | -- | -- | --- | -- | ---------- |
| 1.    | Olympique Lyon CV B     | 22 | 20 | 2 | 0  | 92 | 7  | +85 | 62 | Rájátszás  |
| 2.    | Paris Saint-Germain KGY | 22 | 16 | 4 | 2  | 57 | 14 | +43 | 52 | Rájátszás  |
| 3.    | Paris FC KGY            | 22 | 13 | 6 | 3  | 58 | 19 | +39 | 45 | Rájátszás  |
| 4.    | Dijon                   | 22 | 13 | 4 | 5  | 40 | 24 | +16 | 43 | Rájátszás  |
| 5.    | Fleury 91               | 22 | 9  | 6 | 7  | 40 | 30 | +10 | 33 |            |
| 6.    | Montpellier             | 22 | 10 | 3 | 9  | 34 | 36 | −2  | 33 |            |
| 7.    | Nantes Ú                | 22 | 5  | 8 | 9  | 17 | 30 | −13 | 23 |            |
| 8.    | Le Havre                | 22 | 5  | 6 | 11 | 22 | 42 | −20 | 21 |            |
| 9.    | Strasbourg Ú            | 22 | 3  | 8 | 11 | 22 | 39 | −17 | 17 |            |
| 10.   | Saint-Étienne           | 22 | 5  | 2 | 15 | 16 | 62 | −46 | 17 |            |
| 11.   | Reims K                 | 22 | 4  | 3 | 15 | 24 | 49 | −25 | 15 | D2         |
| 12.   | Guingamp K              | 22 | 3  | 0 | 19 | 15 | 85 | −70 | 9  | D2         |

### Helyezések fordulónként
| Csapat ╲ Forduló    | 1     | 2  | 3  | 4  | 5  | 6  | 7  | 8  | 9  | 10 | 11 | 12 | 13 | 14 | 15 | 16 | 17 | 18 | 19 | 20 | 21 | 22 |   |
| ------------------- | ----- | -- | -- | -- | -- | -- | -- | -- | -- | -- | -- | -- | -- | -- | -- | -- | -- | -- | -- | -- | -- | -- | - |
| Csapat ╲ Forduló    | Dijon | 6  | 7  | 6  | 7  | 6  | 4  | 4  | 4  | 4  | 4  | 4  | 4  | 4  | 4  | 4  | 4  | 4  | 4  | 4  | 4  | 4  | 4 |
| Fleury              | 11    | 8  | 7  | 5  | 7  | 5  | 6  | 5  | 6  | 7  | 5  | 6  | 5  | 5  | 5  | 5  | 5  | 5  | 5  | 5  | 5  | 5  |   |
| Guingamp            | 12    | 12 | 11 | 12 | 10 | 11 | 12 | 11 | 12 | 12 | 12 | 12 | 12 | 12 | 12 | 12 | 12 | 12 | 12 | 12 | 12 | 12 |   |
| Le Havre            | 9     | 11 | 12 | 9  | 9  | 10 | 11 | 12 | 11 | 11 | 11 | 11 | 10 | 10 | 9  | 9  | 8  | 8  | 8  | 8  | 8  | 8  |   |
| Olympique Lyon      | 2     | 2  | 1  | 1  | 2  | 1  | 1  | 1  | 1  | 1  | 1  | 1  | 1  | 1  | 1  | 1  | 1  | 1  | 1  | 1  | 1  | 1  |   |
| Montpellier         | 10    | 6  | 8  | 8  | 8  | 6  | 7  | 6  | 5  | 5  | 6  | 5  | 6  | 6  | 7  | 6  | 6  | 6  | 6  | 6  | 6  | 6  |   |
| Nantes              | 5     | 5  | 5  | 6  | 5  | 7  | 8  | 8  | 7  | 8  | 8  | 7  | 7  | 7  | 6  | 7  | 7  | 7  | 7  | 7  | 7  | 7  |   |
| Paris FC            | 1     | 1  | 4  | 4  | 3  | 3  | 3  | 3  | 3  | 3  | 3  | 3  | 2  | 2  | 2  | 3  | 3  | 3  | 3  | 3  | 3  | 3  |   |
| Paris Saint-Germain | 3     | 3  | 2  | 2  | 1  | 2  | 2  | 2  | 2  | 2  | 2  | 2  | 3  | 3  | 3  | 2  | 2  | 2  | 2  | 2  | 2  | 2  |   |
| Reims               | 8     | 10 | 10 | 11 | 12 | 12 | 10 | 10 | 9  | 9  | 9  | 9  | 9  | 9  | 10 | 10 | 10 | 10 | 11 | 11 | 10 | 11 |   |
| Saint-Étienne       | 4     | 4  | 3  | 3  | 4  | 8  | 5  | 7  | 8  | 6  | 7  | 8  | 8  | 8  | 8  | 8  | 9  | 9  | 9  | 9  | 9  | 10 |   |
| Strasbourg          | 7     | 9  | 9  | 10 | 11 | 9  | 9  | 9  | 10 | 10 | 10 | 10 | 11 | 11 | 11 | 11 | 11 | 11 | 10 | 10 | 11 | 9  |   |

## Rájátszás
|  |                     |                     |                     |                     |   |                |                |       |
|  | Elődöntő            | Elődöntő            | Elődöntő            |                     |   | Döntő          | Döntő          | Döntő |
|  | Elődöntő            | Elődöntő            | Elődöntő            |                     |   | Döntő          | Döntő          | Döntő |
|  | május 12.           |                     |                     |                     |   |                |                |       |
|  |                     |                     |                     |                     |   |                |                |       |
|  | Olympique Lyon      | Olympique Lyon      | 4                   |                     |   |                |                |       |
|  | Olympique Lyon      | Olympique Lyon      | 4                   | május 17.           |   |                |                |       |
|  | Dijon               | Dijon               | 1                   |                     |   |                |                |       |
|  | Dijon               | Dijon               | 1                   |                     |   | Olympique Lyon | Olympique Lyon | 3     |
|  | május 11.           |                     |                     |                     |   | Olympique Lyon | Olympique Lyon | 3     |
|  |                     |                     | Paris Saint-Germain | Paris Saint-Germain | 0 |                |                |       |
|  | Paris Saint-Germain | Paris Saint-Germain | Paris Saint-Germain | Paris Saint-Germain | 0 | 3              |                |       |
|  | Paris Saint-Germain | Paris Saint-Germain |                     |                     |   |                |                |       |
|  | Paris FC            | Paris FC            | 0                   |                     |   |                |                |       |
|  | Paris FC            | Paris FC            | 0                   |                     |   |                |                |       |
|  |                     |                     |                     |                     |   |                |                |       |

### Elődöntők
| 2025. május 11. 15:15 |

| Olympique Lyon                                     | 4–1               | Dijon       |
| -------------------------------------------------- | ----------------- | ----------- |
| Le Sommer 19' Heaps 45+2' Gilles 52' Hegerberg 86' | (2–0) Jegyzőkönyv | 89' Pinther |

| Parc Olympique Lyonnais, Lyon Nézőszám: 4 130 Játékvezető: Maika Vanderstichel |

| 2025. május 11. 21:00 |

| Paris Saint-Germain                    | 3–0               | Paris FC |
| -------------------------------------- | ----------------- | -------- |
| Leuchter 2' Karchaoui 55' Albert 90+1' | (1–0) Jegyzőkönyv |          |

| Parc des Princes, Párizs Nézőszám: 5 567 Játékvezető: Victoria Beyer |

### Bronzmérkőzés
Az előző idénnyel ellentétben a 2024–25-ös pontvadászatban nem rendezték meg a bronzmérkőzést.

### Döntő
| 2025. május 16. 21:00 |

| Olympique Lyon                        | 3–0               | Paris Saint-Germain |
| ------------------------------------- | ----------------- | ------------------- |
| Dumornay 45+3' Diani 80' Renard 90+4' | (1–0) Jegyzőkönyv |                     |

| Parc Olympique Lyonnais, Lyon Nézőszám: 10 500 Játékvezető: Alexandra Collin |

Az Olympique Lyon együttese története 18. bajnoki címét abszolválta.

## Statisztikák
| Gól | Név                     | Csapat              |
| --- | ----------------------- | ------------------- |
| 18  | Clara Matéo             | Paris FC            |
| 15  | Melchie Dumornay        | Olympique Lyon      |
| 12  | Marie-Antoinette Katoto | Paris Saint-Germain |
| 11  | Kessya Bussy            | Paris FC            |
| 11  | Lindsey Heaps           | Olympique Lyon      |
| 10  | Klaudia Jedlińska       | Dijon               |
| 9   | Kadidiatou Diani        | Olympique Lyon      |
| 9   | Batcheba Louis          | Fleury 91           |
| 9   | Aissata Traoré          | Fleury 91           |
| 8   | Romée Leuchter          | Paris Saint-Germain |
| 7   | Tabitha Chawinga        | Olympique Lyon      |
| 7   | Sara Däbritz            | Olympique Lyon      |
| 7   | Jennifer Echegini       | Paris Saint-Germain |
| 7   | Maëlle Garbino          | Paris FC            |
| 7   | Eugénie Le Sommer       | Olympique Lyon      |
| 7   | Amel Majri              | Olympique Lyon      |
| 7   | Ifeoma Onumonu          | Montpellier         |
| 7   | Viktoria Pinther        | Dijon               |
| 6   | Lorena Azzaro           | Strasbourg          |
| 6   | Sabitra Bhandari        | Guingamp            |
| 6   | Mathilde Bourdieu       | Paris FC            |
| 6   | Laurie Cance            | Le Havre            |
| 6   | Julie Dufour            | Paris FC            |
| 6   | Grace Geyoro            | Paris Saint-Germain |
| 6   | Vanessa Gilles          | Olympique Lyon      |
| 6   | Meriame Terchoun        | Dijon               |
| 6   | Vu Csengsu              | Dijon               |
| 5   | Cindy Caputo            | Saint-Étienne       |
| 5   | Daniëlle van de Donk    | Olympique Lyon      |
| 5   | Laurine Hannequin       | Strasbourg          |
| 5   | Faustine Robert         | Fleury 91           |
| 5   | Gaëtane Thiney          | Paris FC            |
| 4   | Korbin Albert           | Paris Saint-Germain |
| 4   | Lucie Calba             | Reims               |
| 4   | Judith Coquet           | Montpellier         |
| 4   | Ada Hegerberg           | Olympique Lyon      |
| 4   | Ewelina Kamczyk         | Fleury 91           |
| 4   | Sakina Karchaoui        | Paris Saint-Germain |
| 4   | Léa Khelifi             | Montpellier         |
| 4   | Nina Ngueleu            | Montpellier         |
| 4   | Wendie Renard           | Olympique Lyon      |
| 4   | Hawa Sangaré            | Reims               |
| 3   | Kenza Chapelle          | Strasbourg          |
| 3   | Chancelle Effa Effa     | Le Havre            |
| 3   | Aïrine Fontaine         | Fleury 91           |
| 3   | Mégane Hoeltzel         | Strasbourg          |
| 3   | Liana Joseph            | Strasbourg          |
| 3   | Rose Kadzere            | Montpellier         |
| 3   | Nadia Krezyman          | Dijon               |
| 3   | Maeline Mendy           | Strasbourg          |
| 3   | Madeline Roth           | Le Havre            |

| GP. | Név                     | Csapat              |
| --- | ----------------------- | ------------------- |
| 7   | Kessya Bussy            | Paris FC            |
| 7   | Lindsey Heaps           | Olympique Lyon      |
| 7   | Marozsán Dzsenifer      | Olympique Lyon      |
| 7   | Clara Matéo             | Paris FC            |
| 7   | Gaëtane Thiney          | Paris FC            |
| 6   | Daphne Corboz           | Paris FC            |
| 6   | Melchie Dumornay        | Olympique Lyon      |
| 6   | Océane Picard           | Dijon               |
| 5   | Tabitha Chawinga        | Olympique Lyon      |
| 5   | Kadidiatou Diani        | Olympique Lyon      |
| 5   | Julie Dufour            | Paris FC            |
| 5   | Nadia Krezyman          | Dijon               |
| 5   | Faustine Robert         | Fleury 91           |
| 5   | Sofie Svava             | Olympique Lyon      |
| 4   | Vicki Bècho             | Olympique Lyon      |
| 4   | Mathilde Bourdieu       | Paris FC            |
| 4   | Jennifer Echegini       | Paris Saint-Germain |
| 4   | Grace Geyoro            | Paris Saint-Germain |
| 4   | Klaudia Jedlińska       | Dijon               |
| 4   | Ewelina Kamczyk         | Fleury 91           |
| 4   | Merveille Kanjinga      | Paris Saint-Germain |
| 4   | Marie-Antoinette Katoto | Paris Saint-Germain |
| 4   | Aissata Traoré          | Fleury 91           |
| 3   | Selma Bacha             | Olympique Lyon      |
| 3   | Lou Bogaert             | Paris FC            |
| 3   | Maïté Boucly            | Reims               |
| 3   | Océane Deslandes        | Montpellier         |
| 3   | Daniëlle van de Donk    | Olympique Lyon      |
| 3   | Damaris Egurrola        | Olympique Lyon      |
| 3   | Charlotte Fernandes     | Fleury 91           |
| 3   | Léna Goetsch            | Dijon               |
| 3   | Laurine Hannequin       | Strasbourg          |
| 3   | Sakina Karchaoui        | Paris Saint-Germain |
| 3   | Léa Khelifi             | Montpellier         |
| 3   | Kaja Korošec            | Paris FC            |
| 3   | Jade Le Guilly          | Paris Saint-Germain |
| 3   | Romée Leuchter          | Paris Saint-Germain |
| 3   | Marie Levasseur         | Montpellier         |
| 3   | Amel Majri              | Olympique Lyon      |
| 3   | Sonia Ouchène           | Montpellier         |
| 3   | Viktoria Pinther        | Dijon               |
| 3   | Julie Swierot           | Reims               |
| 3   | Chloé Tapia             | Saint-Étienne       |
| 3   | Meriame Terchoun        | Dijon               |
| 3   | Marion Torrent          | Montpellier         |

| Mérk. | Név                    | Csapat              |
| ----- | ---------------------- | ------------------- |
| 14    | Christiane Endler      | Olympique Lyon      |
| 11    | Chiamaka Nnadozie      | Paris FC            |
| 10    | Constance Picaud       | Fleury 91           |
| 9     | Mary Earps             | Paris Saint-Germain |
| 8     | Katriina Talaslahti    | Dijon               |
| 7     | Justine Lerond         | Montpellier         |
| 6     | Emily Burns            | Nantes              |
| 5     | Alice Pinguet          | Dijon               |
| 5     | Manon Wahl             | Strasbourg          |
| 3     | Laura Benkarth         | Olympique Lyon      |
| 3     | Maryne Gignoux-Soulier | Saint-Étienne       |
| 3     | Elisa Launay           | Reims               |
| 2     | Katarzyna Kiedrzynek   | Paris Saint-Germain |
| 2     | Lisa Lichtfus          | Le Havre            |
| 2     | Marie Petiteau         | Montpellier         |
| 1     | Emma Francart          | Fleury 91           |
| 1     | Manon Heil             | Reims               |
| 1     | Inès Marques           | Paris FC            |
| 1     | Kayza Massey           | Reims               |